# Campo de Marte (Paris)
O Campo de Marte (em francês Champ de Mars) é uma das maiores áreas verdes em Paris, França, localizada no sétimo distrito (arrondissement), entre a Torre Eiffel a noroeste e a Escola Militar a sudeste.

## História
Originalmente, o Champ de Mars fazia parte de uma grande área plana chamada Grenelle, reservada para hortas. Os cidadãos reivindicavam pequenos lotes e os utilizavam para cultivar frutas, vegetais e flores para o mercado local. No entanto, a planície de Grenelle não era especialmente fértil para a agricultura.

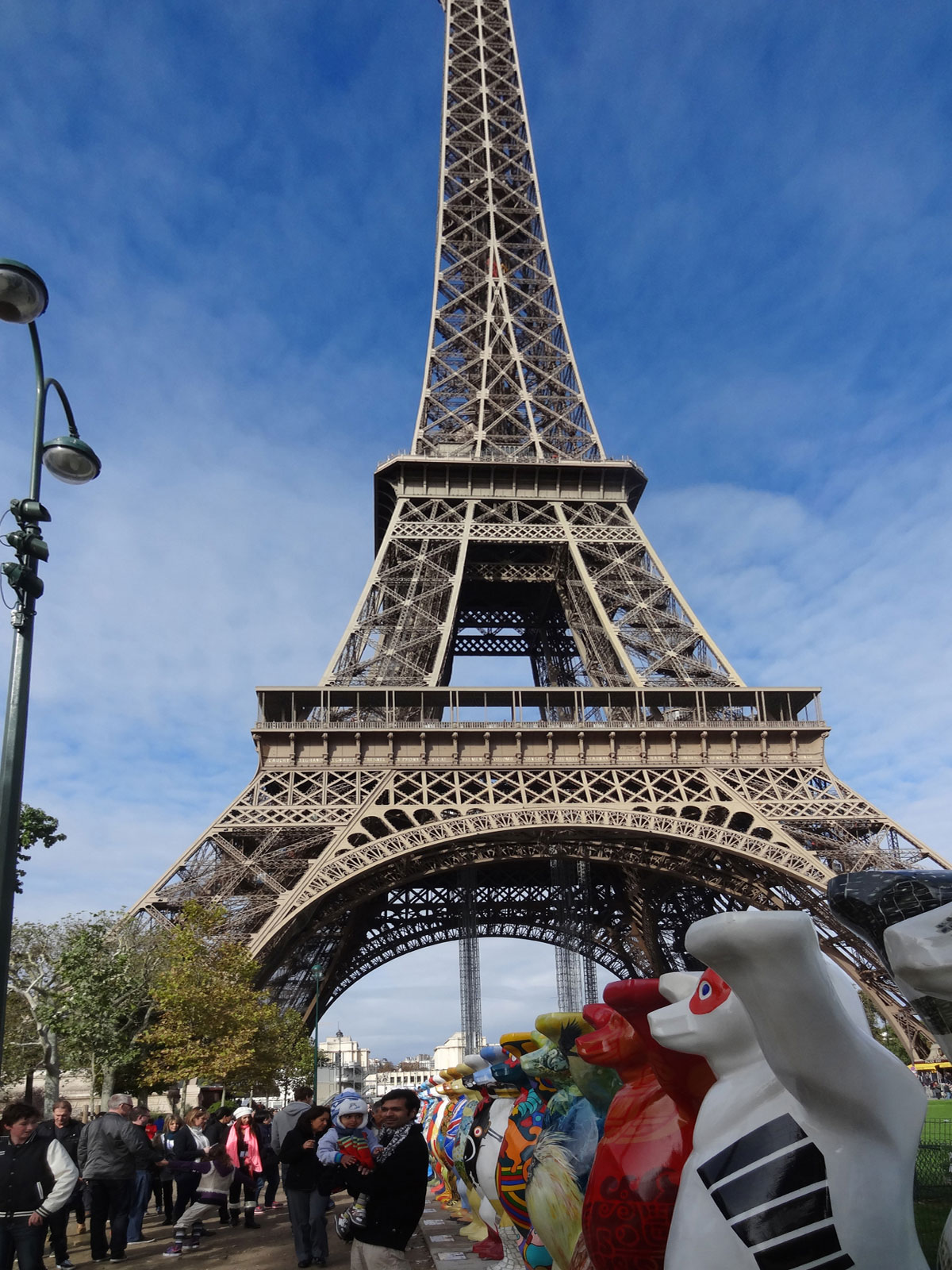
United Buddy Bears, exposição de arte internacional: Paris, Campo de Marte 2012

A construção, em 1765, da École Militaire projetada por Ange-Jacques Gabriel, foi o primeiro passo para o Champ de Mars em sua forma atual. Terrenos para exercícios militares foram inicialmente planejados para uma área ao sul da escola, a localização atual da place de Fontenoy. A escolha de construir uma esplanada ao norte da escola levou à criação da nobre fachada que hoje encerra o Champ de Mars. Os planejadores nivelaram o terreno, cercaram-no com um grande fosso e uma longa avenida de olmos e, como toque final, a esplanada foi fechada por uma elegante grade.

A Ilha dos Cisnes, anteriormente um ilhéu fluvial na localização do pé nordeste da Torre Eiffel, foi anexada à margem para fins de simetria e perspectivas agradáveis. (A Ilha dos Cisnes mencionada aqui não deve ser confundida com a Ilha dos Cisnes que fica no meio do Sena, entre o 15º e o 16º arrondissements.)

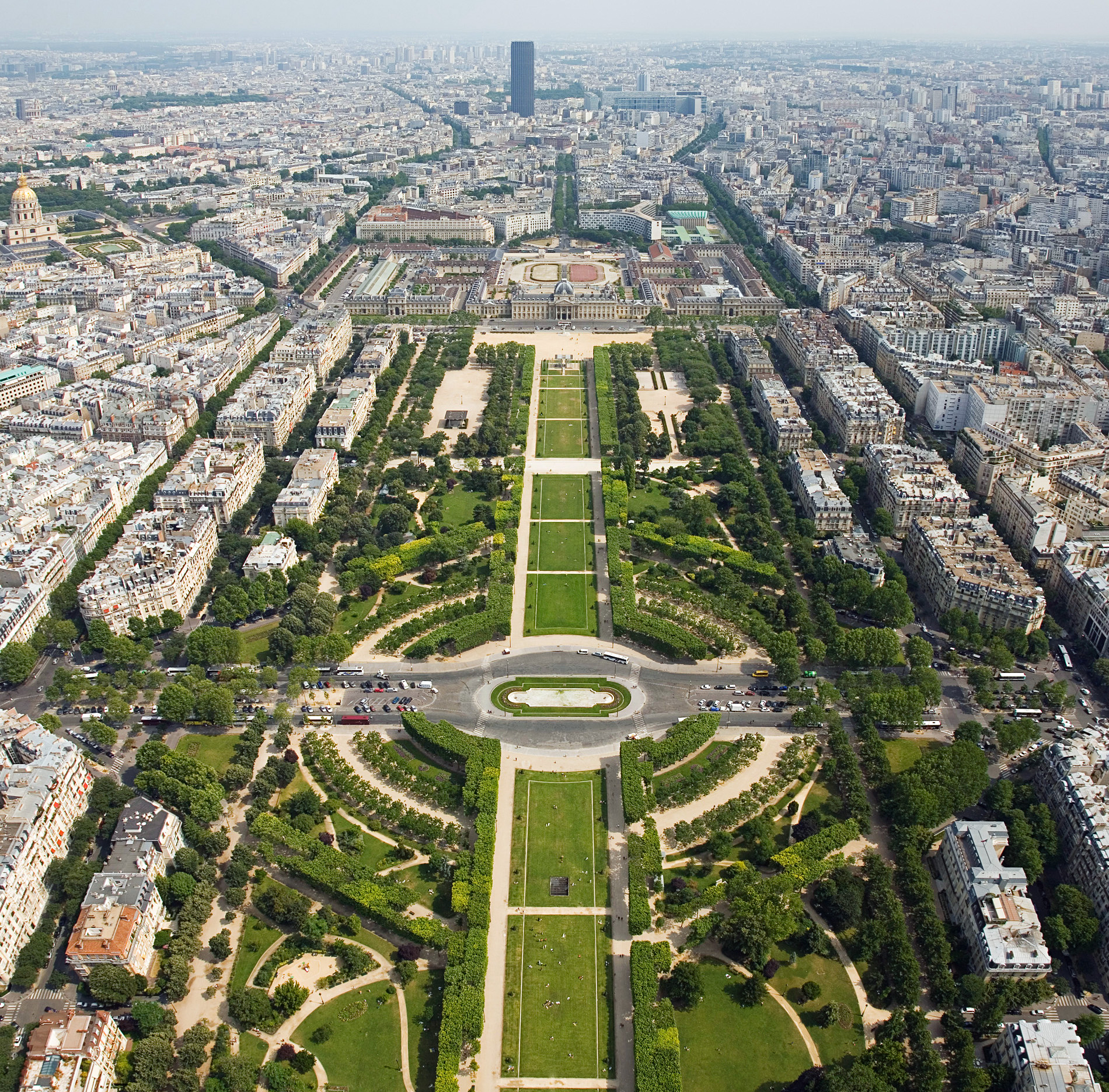
Vista do nível mais alto da Torre Eiffel, com o Campo de Marte no primeiro plano, e a Torre Montparnasse ao fundo. A Escola Militar é a terceira estrutura de cima para baixo.

Jacques Charles e os irmãos Robert lançaram o primeiro balão cheio de hidrogênio do mundo a partir do Champ de Mars em 27 de agosto de 1783.
Este local testemunhou o espetáculo e a pompa de alguns dos festivais mais lembrados da Revolução Francesa. Em 14 de julho de 1790, a primeira celebração do "Dia da Federação" (fête de la Fédération), agora conhecido como Dia da Bastilha, foi realizada no Champ de Mars, exatamente um ano após a tomada da prisão. No ano seguinte, em 17 de julho de 1791, ocorreu o massacre no Champ de Mars. Jean Sylvain Bailly, o primeiro prefeito de Paris, tornou-se uma vítima da própria revolução, sendo guilhotinado lá em 12 de novembro de 1793.
O Champ de Mars também foi o local do Festival do Ser Supremo em 8 de junho de 1794. Com um design do pintor Jacques-Louis David, um enorme "Altar da Nação" foi construído no topo de uma montanha artificial e encimado por uma árvore da liberdade. O festival é considerado o mais bem-sucedido de seu tipo na Revolução. Durante os Cem Dias, um Napoleão restaurado realizou a cerimônia de "Champ de Mai", durante a qual jurou defender a Carta de 1815, no Champ de Mars.
O Champ de Mars foi o local das Exposições Mundiais em 1867, 1878, 1889, 1900 e 1937.

## Atualidade

### Arte e cultura
Em 2012, a exposição United Buddy Bears foi realizada no Champ de Mars, uma exposição internacional de arte com mais de 140 ursos de dois metros de altura representando países individuais. Eles promovem a paz, o amor, a tolerância e a compreensão internacional e são exibidos em todo o planeta. Eles estão no Champ de Mars, em Paris, de frente para a Torre Eiffel.

### Uso no cinema e na televisão
Champ de Mars foi usado como local de filmagem no filme de James Bond de 1985, A View to a Kill, no qual Bond (interpretado pela última vez por Roger Moore) dirigia um táxi Renault 11 que ele havia sequestrado na Torre Eiffel em busca de um misterioso assassino, mais tarde revelado ser May Day (Grace Jones).

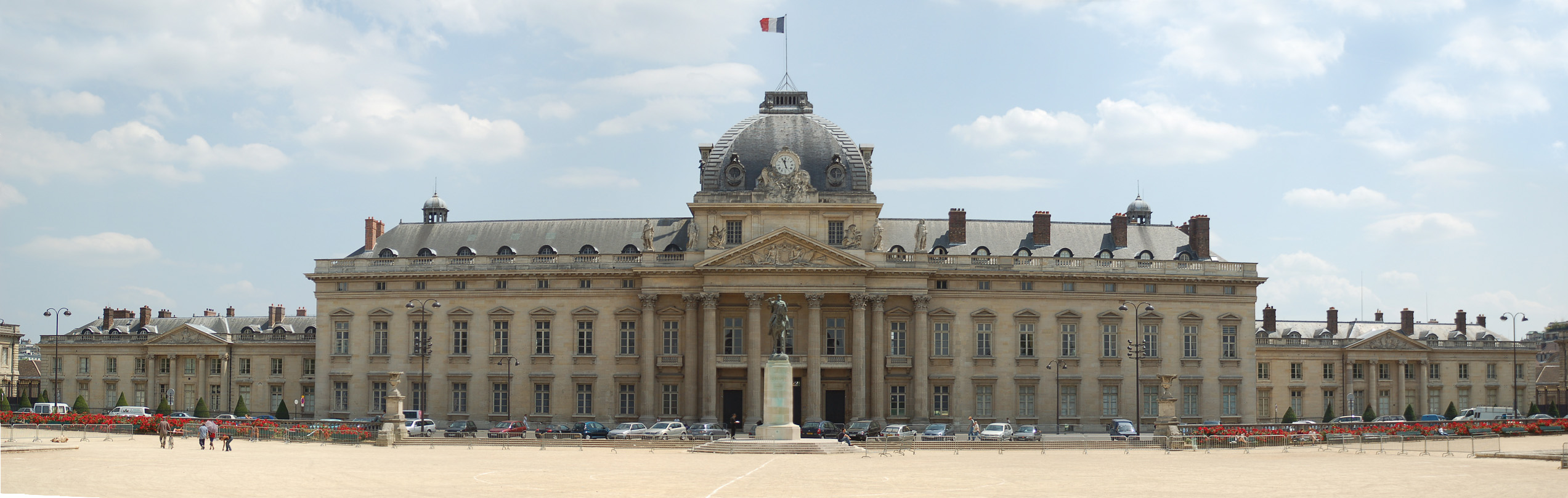
Escola Militar

## Galeria

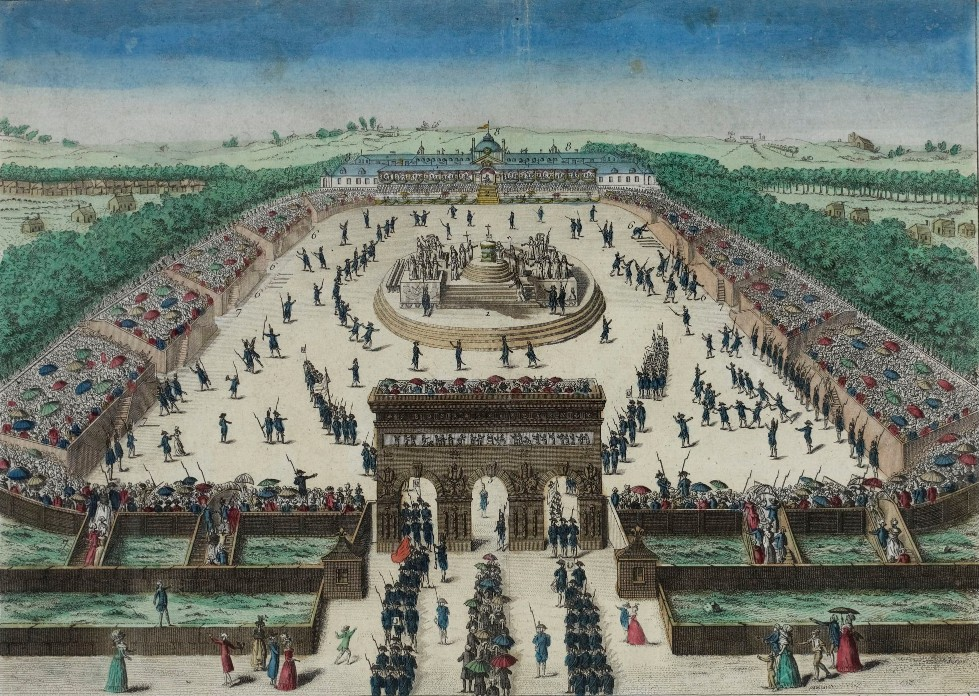
Ilustração da Fête de la Fédération no Champ de Mars, 14 de julho de 1790 (Musée de la Révolution française).
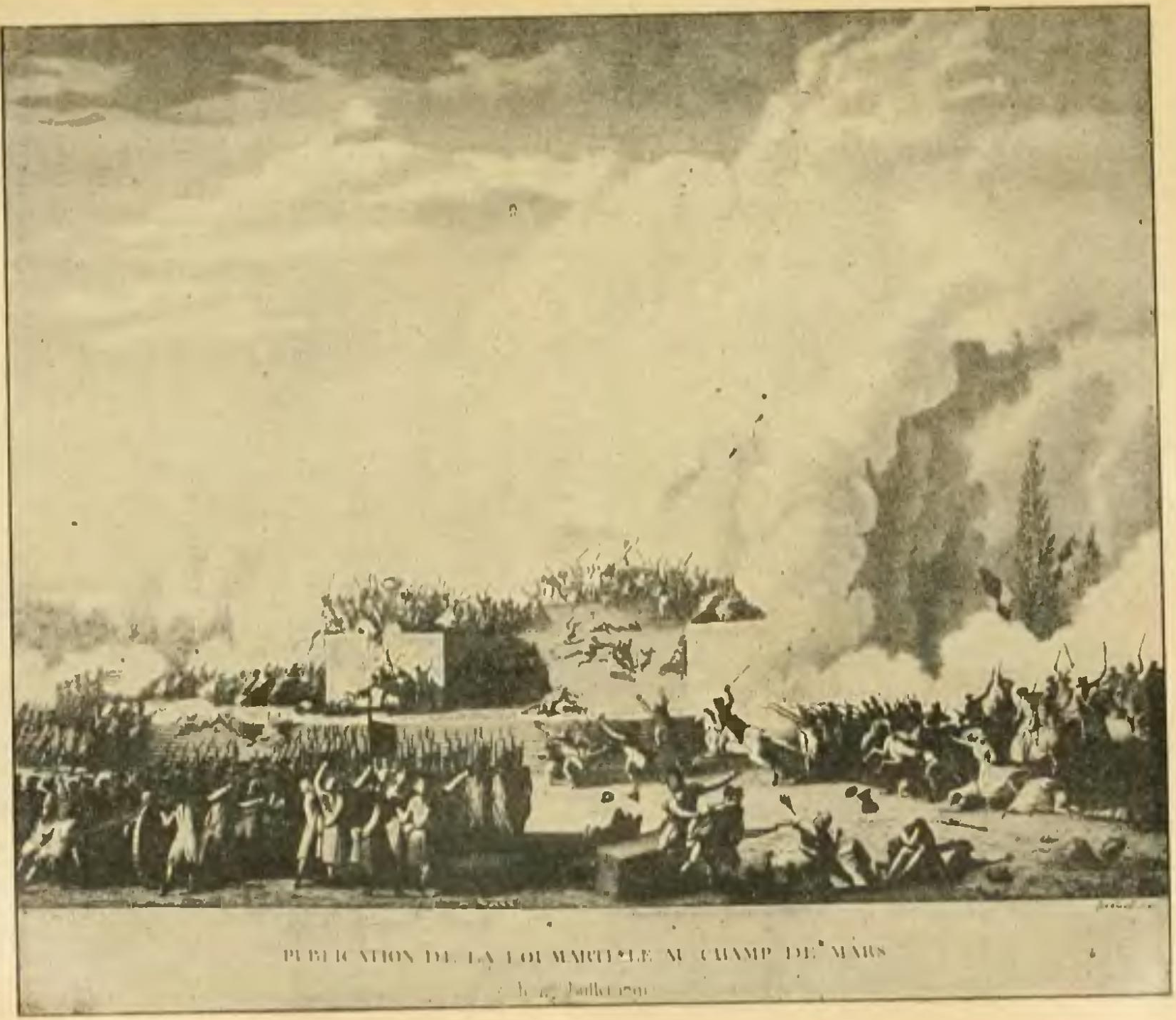
Ilustração do massacre no Champ-de-Mars, 1791.
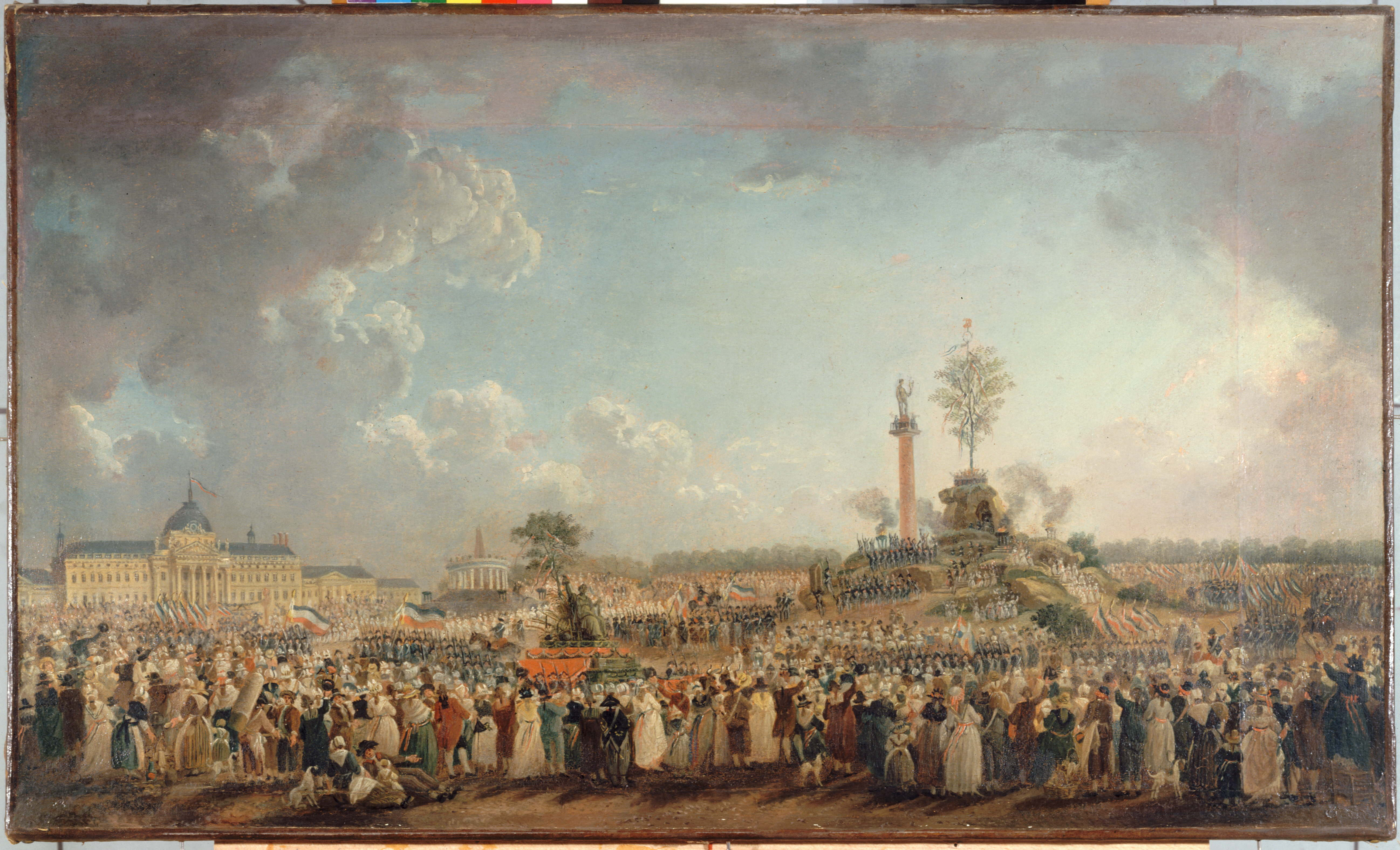
Pintura da Festa do Ser Supremo, 8 de junho de 1794 (por Pierre-Antoine Demachy, 1794).
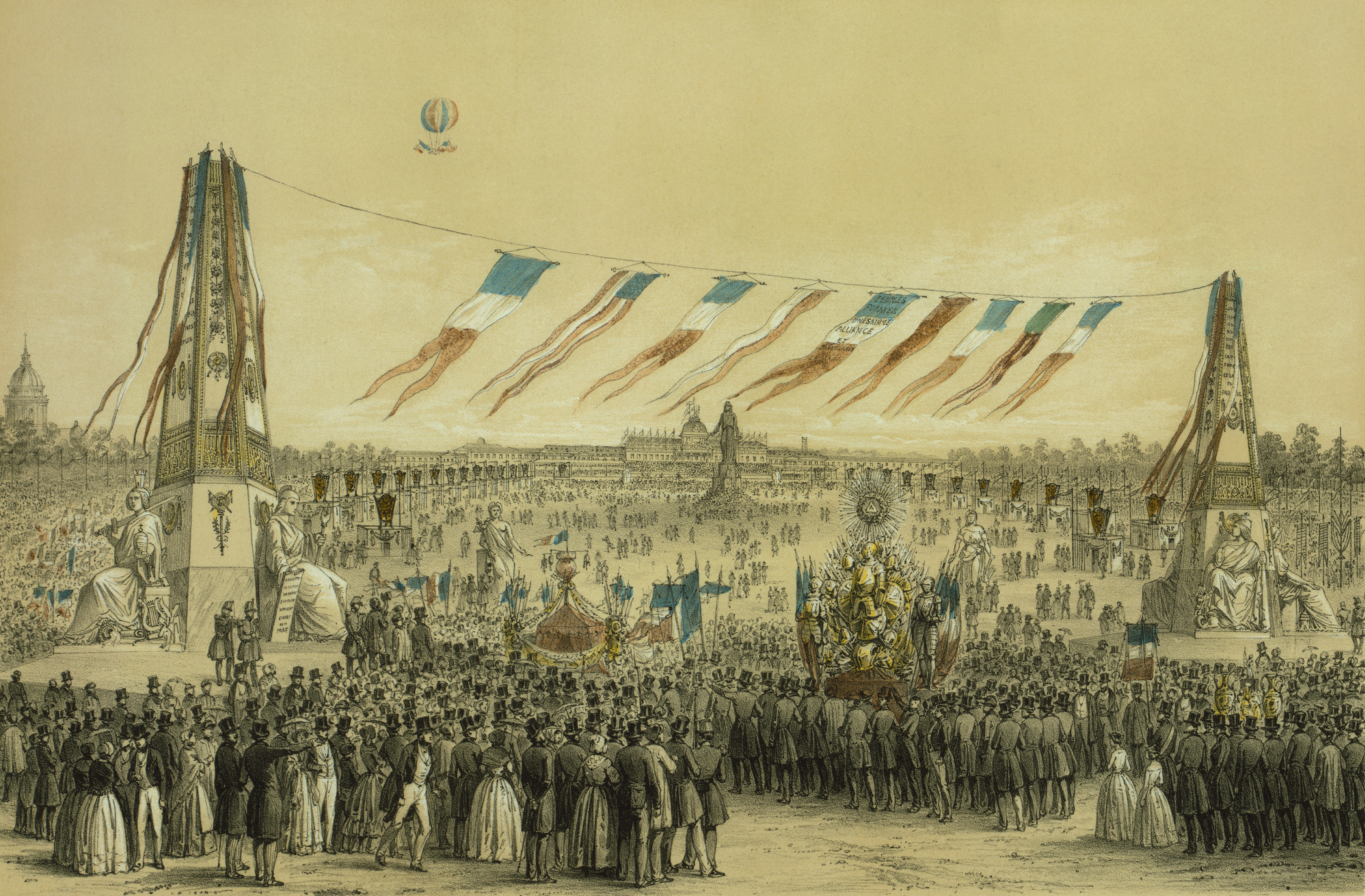
Ilustração de Fête de la Concorde, 21 de maio de 1848.
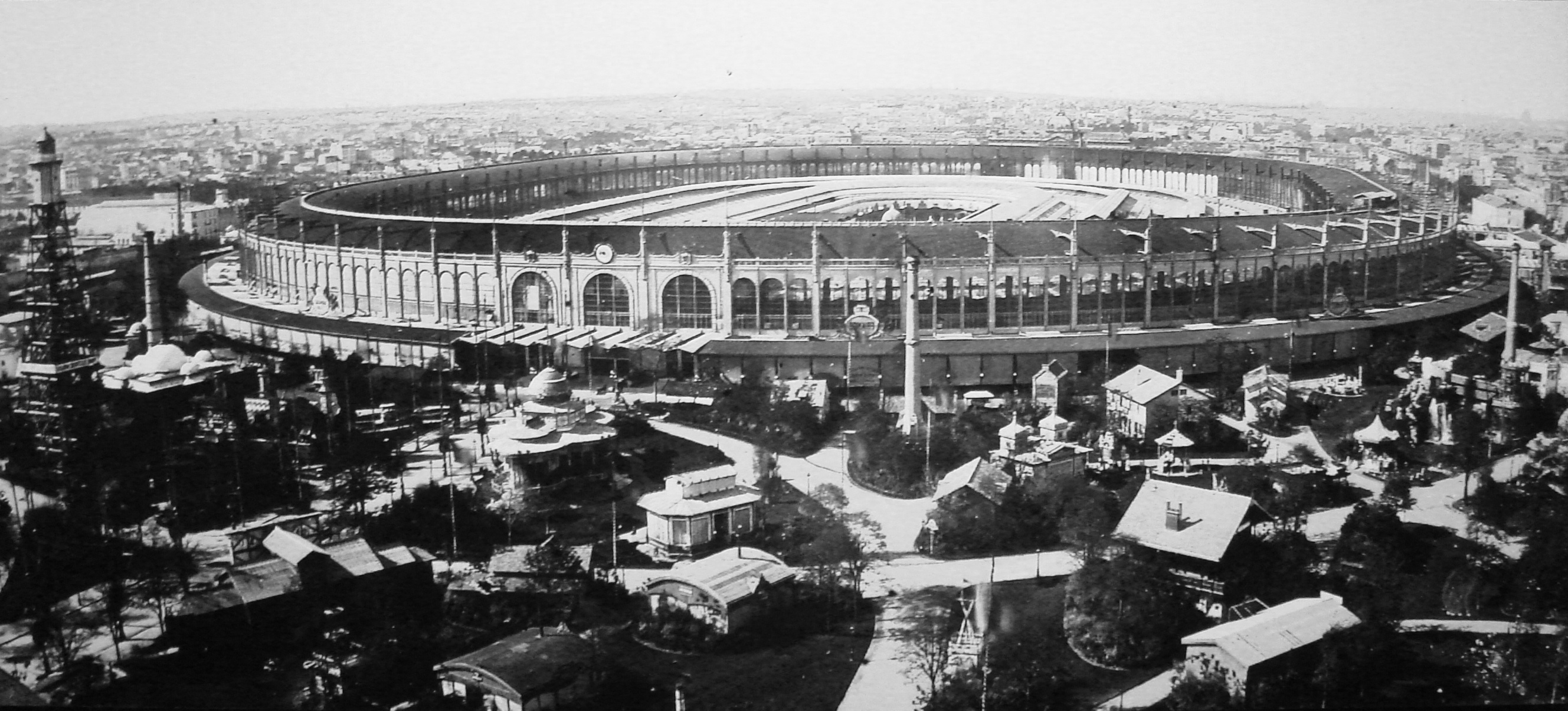
Fotografia da Exposição Universelle, 1867.
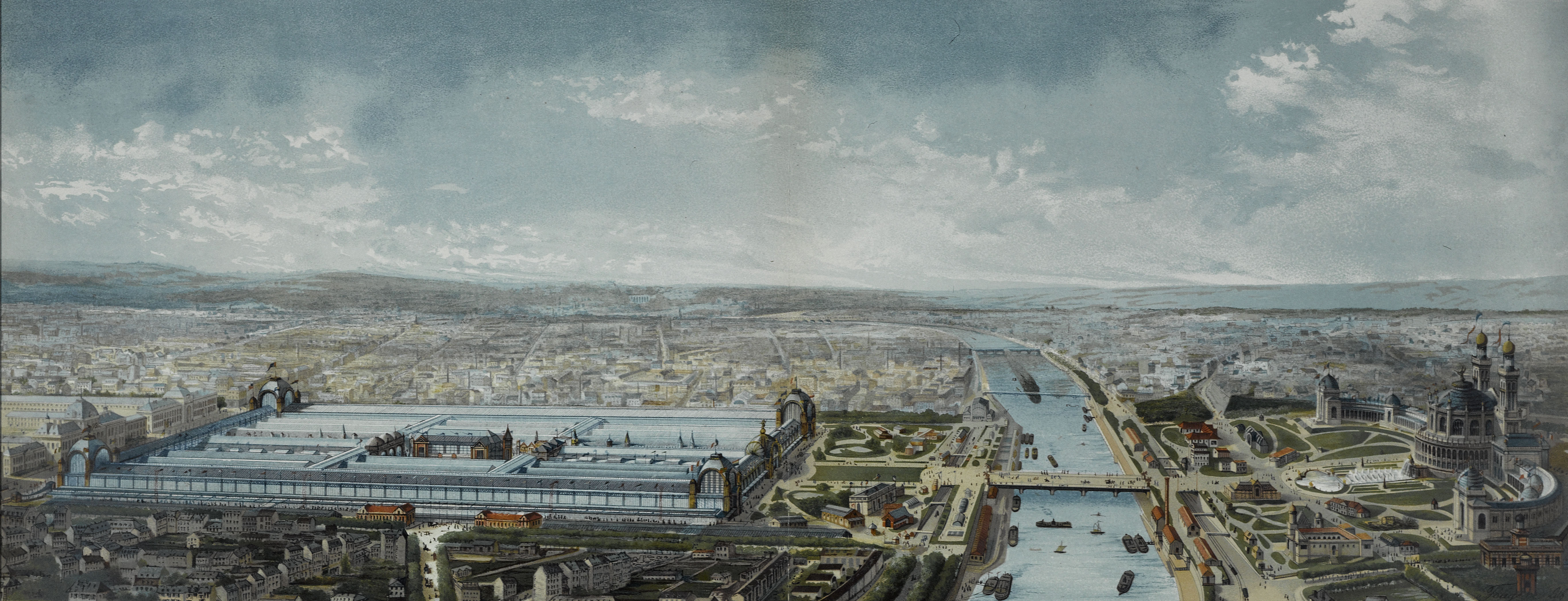
Vista panorâmica da Exposição Universelle, 1878.
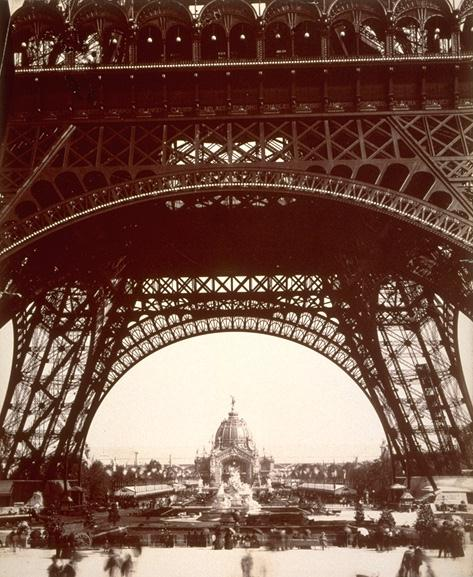
Vista da Exposição Universelle, 1889.
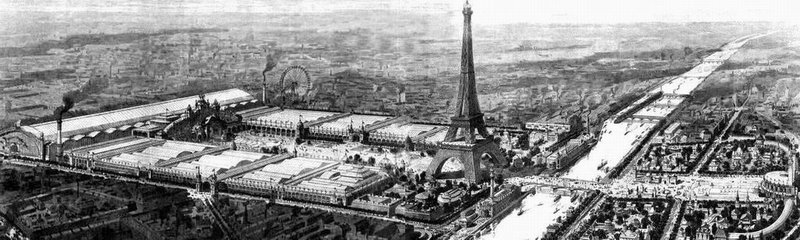
Ilustração da Exposition Universelle, 1900.
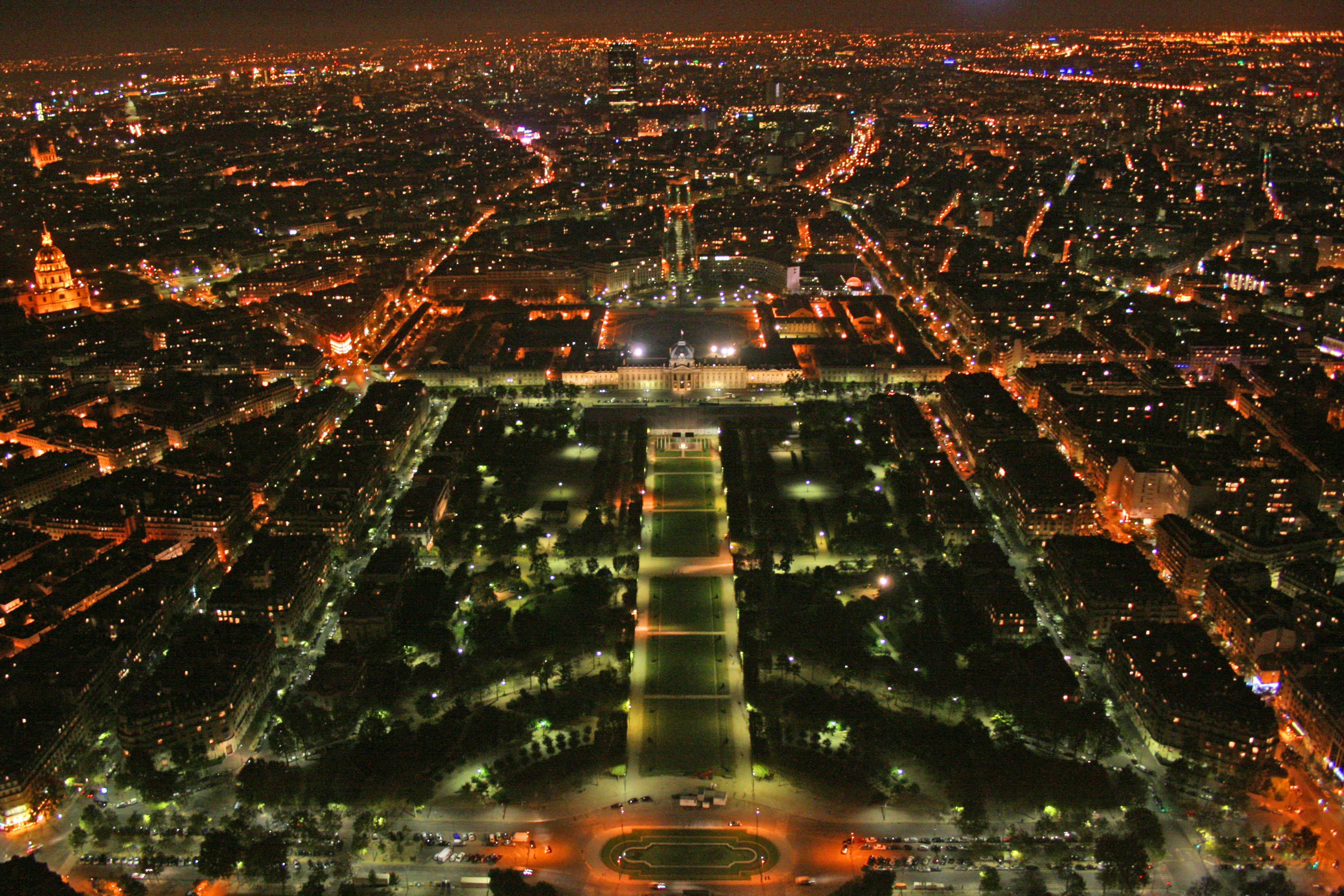
Champ de Mars à noite (2007).
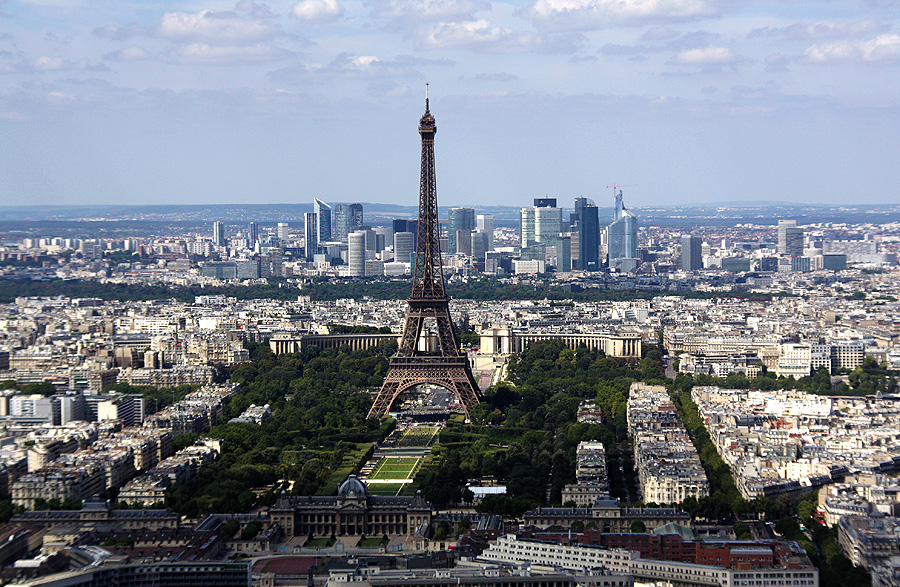
Champ de Mars – vista da Torre Montparnasse (2010)
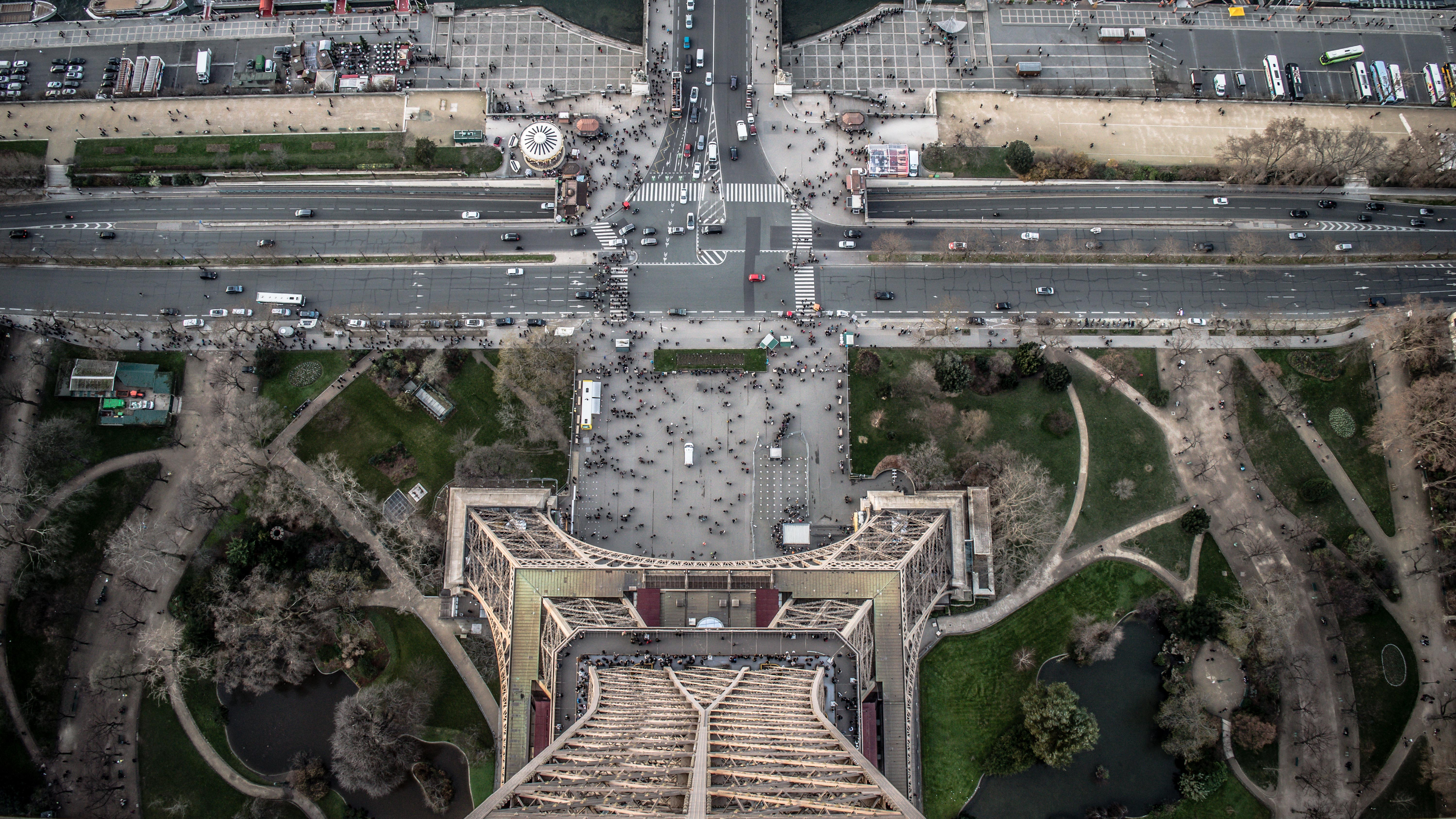
O extremo norte do Champ de Mars e Quai Branly – Como visto da Torre Eiffel (2016)